# Aphonopelma iodius
Espèce
Synonymes
- Delopelma iodius Chamberlin & Ivie, 1939
- Delopelma melanius Chamberlin & Ivie, 1939
- Aphonopelma brunnius Chamberlin, 1940
- Aphonopelma nevadanum Chamberlin, 1940
- Aphonopelma angusi Chamberlin, 1940
- Aphonopelma lithodomum Chamberlin, 1940
- Aphonopelma zionis Chamberlin, 1940
- Aphonopelma chamberlini Smith, 1995
- Aphonopelma iviei Smith, 1995
- Aphonopelma smithi Smith, 1995

Aphonopelma iodius est une espèce d'araignées mygalomorphes de la famille des Theraphosidae.

## Distribution
Cette espèce est endémique des États-Unis. Elle se rencontre en Utah, en Arizona, au Nevada et en Californie.

## Description

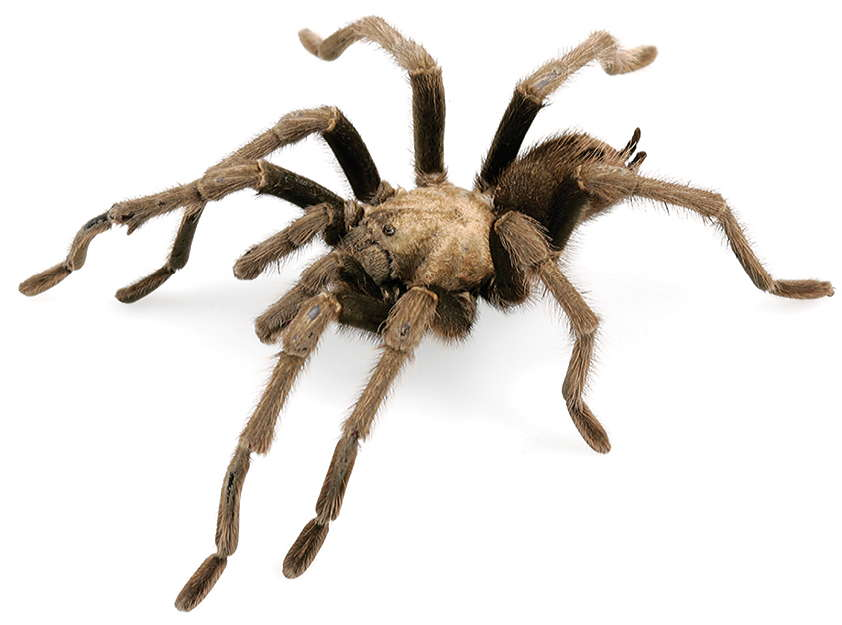
Aphonopelma iodius ♂

La carapace des mâles mesurent de 9,69 à 17,75 mm de long et de 8,51 à 16,49 mm de large et celles des femelles de 8,657 à 21,4 mm de long et de 7,51 à 18,6 mm de large.

## Publication originale
- Chamberlin & Ivie, 1939 : New tarantulas from the southwestern states. Bulletin of the University of Utah, vol. 29, no 11, p. 1-17.